# Protodeltote
Genre
Le genre Protodeltote regroupe des lépidoptères (papillons) nocturnes de la famille des Noctuidae.

## Liste des espèces
Selon BioLib (22 mars 2023) :
- Protodeltote maculana Ahn, 1998
- Protodeltote muscosula (Guenée, 1852)
- Protodeltote pygarga (Hufnagel, 1766) - l'Albule